# حديقة حيوان كوكو
حديقة حيوان كوكو حديقة حيوان تقع في محلية شرق النيل بمنطقه حلة كوكو. 

## التأسيس
أنشئت حديقة حيوان كوكو في العام 2008، عن طريق جامعه السودان للعلوم والتكنولوجيا في كلية الطب البيطري والإنتاج الحيواني التي تقع في محلية شرق النيل بمنطقه حلة كوكو والحديقة جزء من مباني الجامعة تقع في الناحية الشمالية من الكلية، وسبب التسمية أن الحديقة تقع في أحد أحياء الخرطوم بحري في محلية شرق النيل التي تعرف باسم (حلة كوكو) بالقرب من أكبر أحياء المنطقة (الحاج يوسف). تعتبر من أحد أكبر حدائق الحيوان في السودان وتضم فصائل حيوانات متعددة.

## عن الحديقة
تضم الحديقة العديد من الحيوانات البرية مثل التماسيح و الأسود و النعام و بعض من الرئيسيات والطيور المتنوعة والضباع والغزلان ، بالإضافة إلى الحيوانات المستأنسة والغرض من تربية الحيوانات المستأنسة في الحديقة هو زيادة الإنتاج المحلي من اللحوم و الألبان و الاكتفاء الذاتي وهي جزء من برنامج الدراسات التطبيقية لطلاب كلية الطب البيطري والإنتاج الحيواني بجامعة السودان للعلوم والتكنولوجيا للربط بين الدراسات النظرية والعملية. توجد لافتات توضيحية في أقفاص الحيوانات داخل الحديقة تضم الأسماء والتصانيف العلمية للحيوانات وبعض المعلومات التي تعطي الزوار معلومات أساسية عن الحيوانات وتشتمل الحديقة على   ملاعب للأطفال ومساحات خضراء.

## أنواع الحيوانات الموجودة بالحديقة
- قرد النيل أزرق، Olive Baboon
- أبو شوك، en:Crested Porcupine
- أسد أفريقي، Lion
- ضبع منقط، en:Spotted Hyena
- ضبع مخطط، en:Striped Hyena
- أبو حراب سوداني، en:Scimitar horned oryx